# アッピアーノ・ジェンティーレ
アッピアーノ・ジェンティーレ（伊: Appiano Gentile）は、イタリア共和国ロンバルディア州コモ県にある、人口約7,600人の基礎自治体（コムーネ）。

## 地理

### 位置・広がり
コモ県のコムーネ。県都コモから南西へ11kmの距離にある。

#### 隣接コムーネ
隣接するコムーネは以下の通り。括弧内のVAはヴァレーゼ県所属を示す。
- ベレガッツォ・コン・フィリアーロ
- ブルガログラッソ
- カルボナーテ
- カステルヌオーヴォ・ボッツェンテ
- グアンツァーテ
- ルラーゴ・マリノーネ
- ルラーテ・カッチーヴィオ
- オルトローナ・ディ・サン・マメッテ
- トラダーテ (VA)
- ヴェニアーノ

### 地震分類
イタリアの地震リスク階級 (it) では、4 に分類される
。

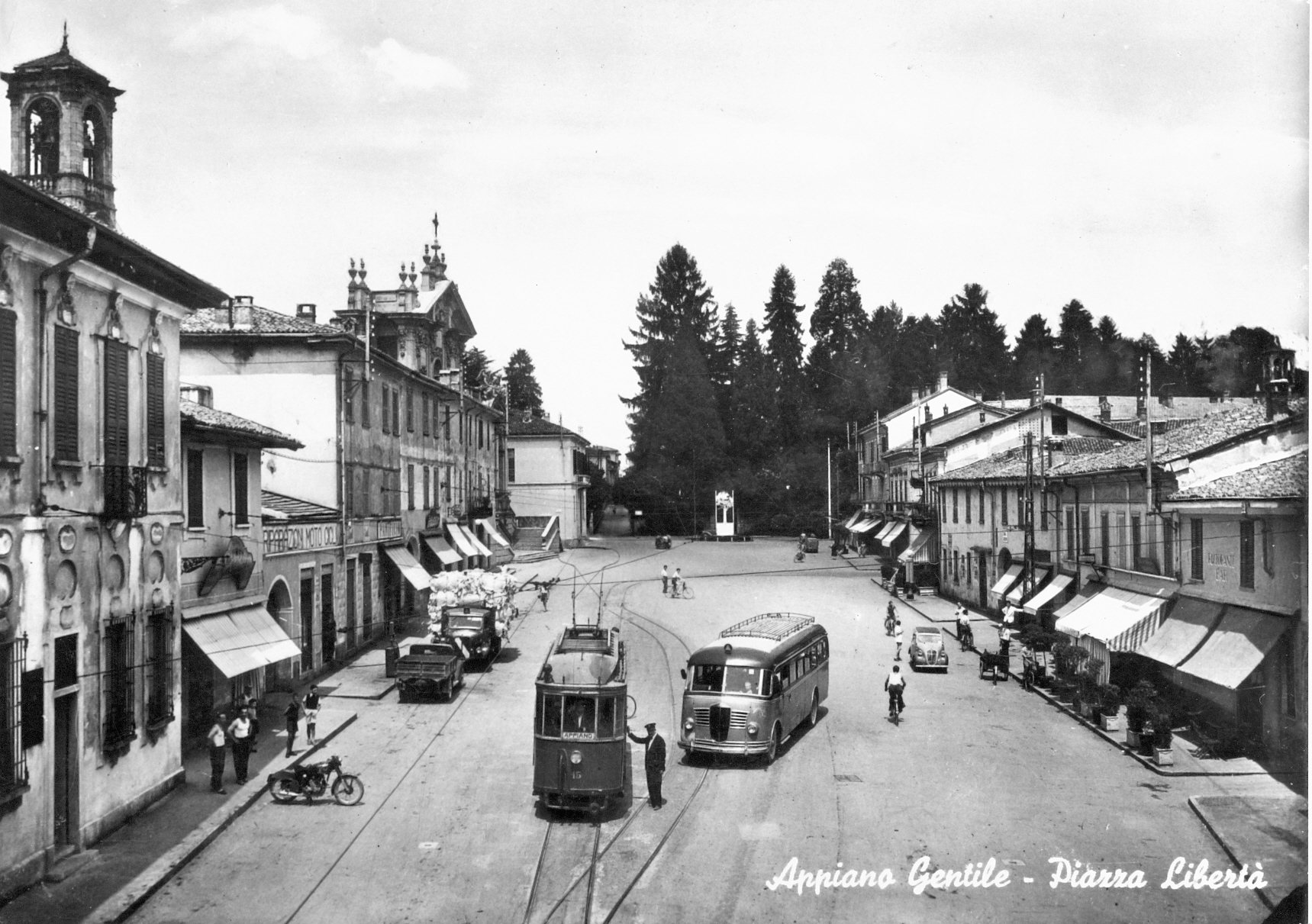
1945-1955年頃の絵ハガキ